# Наутсі

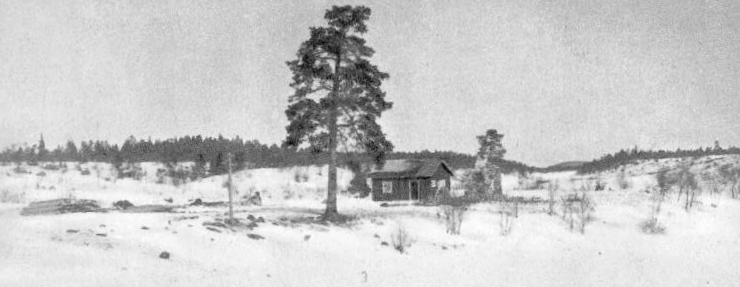
Наутсі 1940 року

69°00′01″ пн. ш. 29°03′20″ сх. д. / 69.00028° пн. ш. 29.05556° сх. д.
Наутсі (рос. Наутси) — колишній сільський населений пункт у Печензькому районі Мурманської області Російської РФСР Радянського Союзу. Знаходився на східному березі річки Патсойокі, яка в тій місцевості утворює нинішній норвезько-російський кордон.

## Історія
До Другої світової війни Наутсі належав Фінляндії. 1939 року під час Зимової війни сюди відступили фінські війська. Пізніше протягом Другої світової війни захопити цю місцевість намагалася нацистська Німеччина з огляду на наявні тут нікелеві шахти.
1945 року Наутсі увійшов до складу Радянського Союзу. Офіційно поселення зняли з обліку 13 грудня 1962 року.